# Euphorbia yanjinensis
Euphorbia yanjinensis är en törelväxtart som beskrevs av Wen Tsai Wang. Euphorbia yanjinensis ingår i släktet törlar, och familjen törelväxter. Inga underarter finns listade i Catalogue of Life.